# Champenard
Champenard é uma comuna francesa na região administrativa da Normandia, no departamento de Eure. Estende-se por uma área de 2,3 km². Em 2010 a comuna tinha 283 habitantes (densidade: 123 hab./km²).